# Contea di Cardinia
La contea di Cardinia è una local government area che si trova nello Stato di Victoria. Si estende su una superficie di 1.280,6 chilometri quadrati e ha una popolazione di 74.176 abitanti. La sede del consiglio si trova a Pakenham.

## Geography
The Shire includes the following towns and localities:
- Avonsleigh
- Bayles
- Beaconsfield
- Beaconsfield Upper.
- Bunyip
- Bunyip North
- Caldermeade
- Cardinia
- Catani
- Clematis
- Cockatoo
- Cora Lynn
- Dalmore
- Dewhurst
- Emerald
- Garfield
- Garfield North
- Gembrook
- Guys Hill
- Iona
- Koo Wee Rup
- Koo Wee Rup North
- Lang Lang
- Lang Lang East
- Longwarry
- Maryknoll
- Menzies Creek
- Modella
- Monomeith
- Mount Burnett
- Nangana
- Nar Nar Goon
- Nar Nar Goon North
- Officer
- Officer South
- Pakenham
- Pakenham South
- Pakenham Upper
- Rythdale
- Tonimbuk
- Tynong
- Tynong North
- Vervale
- Yannathan